# ألفرد باور
ألفرد باور (بالإنجليزية: Alfred Bower)‏ (10 نوفمبر 1895 - 30 يونيو 1970) هو ضابط ولاعب كرة قدم بريطاني (وحمل سابقاً جنسية المملكة المتحدة لبريطانيا العظمى وأيرلندا) في مركز الظهير. لعب مع تشيلسي.

## وصلات خارجية
- ألفرد باور على موقع قاعدة بيانات كرة القدم.إي يو (الإنجليزية)
- ألفرد باور على موقع ناشيونال فوتبول تيمز (الإنجليزية)